# Liste des gares de la wilaya de Béchar
La liste des gares de la wilaya de Béchar, est une liste des gares ferroviaires situées dans la wilaya de Béchar, en Algérie.

## Gares ferroviaires dans la wilaya
La wilaya de Béchar compte onze gares, dont neuf fermées ou disparues. Les gares en service sont exploitées par la Société nationale des transports ferroviaires (SNTF).
| Gare                                | Commune    | Ligne                | Remarque    |
| ----------------------------------- | ---------- | -------------------- | ----------- |
| Gare d'Abadla                       | Abadla     | Béchar à Abadla      | Gare fermée |
| Gare de Béchar                      | Béchar     | Oued Tlelat à Béchar |             |
| Gare de Béchar - Méditerranée-Niger | Béchar     | Béchar à Abadla      | Gare fermée |
| Gare de Ben Zireg                   | Béchar     | Oran à Kenadsa       | Gare fermée |
| Gare de Beni Ounif                  | Beni Ounif | Oued Tlelat à Béchar |             |
| Gare de Bou Aïch                    | Beni Ounif | Oran à Kenadsa       | Gare fermée |
| Gare de Duveyrier                   | Beni Ounif | Oran à Kenadsa       | Gare fermée |
| Gare de Hassi El Haouari            | Béchar     | Oran à Kenadsa       | Gare fermée |
| Gare de Kenadsa                     | Kenadsa    | Oran à Kenadsa       | Gare fermée |
| Gare de Mérirès                     | Beni Ounif | Oran à Kenadsa       | Gare fermée |
| Gare de Oued El Assi                | Beni Ounif | Oran à Kenadsa       | Gare fermée |

| \| Béchar Beni Ounif \| Localisation des gares en service dans la wilaya de Béchar |
| Béchar Beni Ounif                                                                  |

## Lignes ferroviaires dans la wilaya
La wilaya est traversée par une ligne : la ligne de Oued Tlelat à Béchar.